# Karl Ernst von Baer
Karl Ernst von Baer (bêr), estonsko-nemški embriolog, * 28. februar 1792, Piibe , Estonija, † 28. november 1876, Tartu. 
Baer je začetnik moderne embriologije. Leta 1827 je odkril jajčno celico pri sesalcih. Najbolj je znan po postavitvi Baerovih zakonov embriologije in Baerovega zakona geologije. Veliko je potoval in se ukvarjal z antropologijo, jezikoslovjem in geografijo. Med drugim je objavil : Über Entwicklungsgeschichte der Tiere in Untersuchungen über die Entwicklung der Fische.